# Casa Singer (Sant Petersburg)
La Casa Singer o Edifici de la companyia Singer (en rus: Дом компании «Зингер»), conegut també com la Casa del llibre (en rus: Dom knigi o Дом книги), és un emblemàtic edifici de l'estil Art Nouveau situat a Sant Petersburg (Rússia). Situat en la intersecció entre l'avinguda Nevski i el Canal de Griboiédov, és reconegut com un punt d'interès de la ciutat.

## Història
L'edifici va ser dissenyat per l'arquitecte rus Pável Suzor per a la filial russa de la companyia Singer de màquines de cosir. La idea inicial de la companyia era la de construir un gratacel similar al Singer Building de Nova York, seu de la companyia que aleshores estava en construcció. No obstant això, les lleis de Sant Petersburg no permetien cap edifici amb una altura de la cornisa superior a 23,5 m; cap edifici podia ser més alt que el Palau d'Hivern. Malgrat la restricció d'altura, l'arquitecte va aconseguir una solució elegant i notable. L'edifici consta de sis plantes coronades per una torre de bronze i cristall en el cim del qual es troba una bola acristalada de 2,8 m de diàmetre. Les escultures de l'edifici van ser creades per l'escultor estonià Amandus Adamson.
Va incorporar diverses innovacions tecnològiques de l'època. Va ser, per exemple, el primer edifici de Sant Petersburg a ser construït amb estructura metàl·lica. La seva nova estructura metàl·lica va permetre la instal·lació d'amplis finestrals en la planta baixa. Va ser equipat amb les últimes novetats en ascensors, calefacció i aire condicionat, i també amb un sistema automàtic de neteja de la neu de la teulada.
Durant la Primera Guerra Mundial va acollir per un període breu a l'ambaixada nord-americana. Poc després de la Revolució d'Octubre de 1917 l'edifici va ser nacionalitzat i assignat a diverses editorials estatals. Dom Knigi, la principal llibreria estatal de la ciutat, va obrir les portes el 1938. El 1948 va haver de ser reparat a causa dels danys causats durant la Segona Guerra Mundial. L'edifici va ser restaurat entre 2004 i 2006 i està ocupat actualment per diversos negocis, entre ells la Casa del llibre (Dom Knigi o Дом книги) i el Cafè Singer.

## Galeria

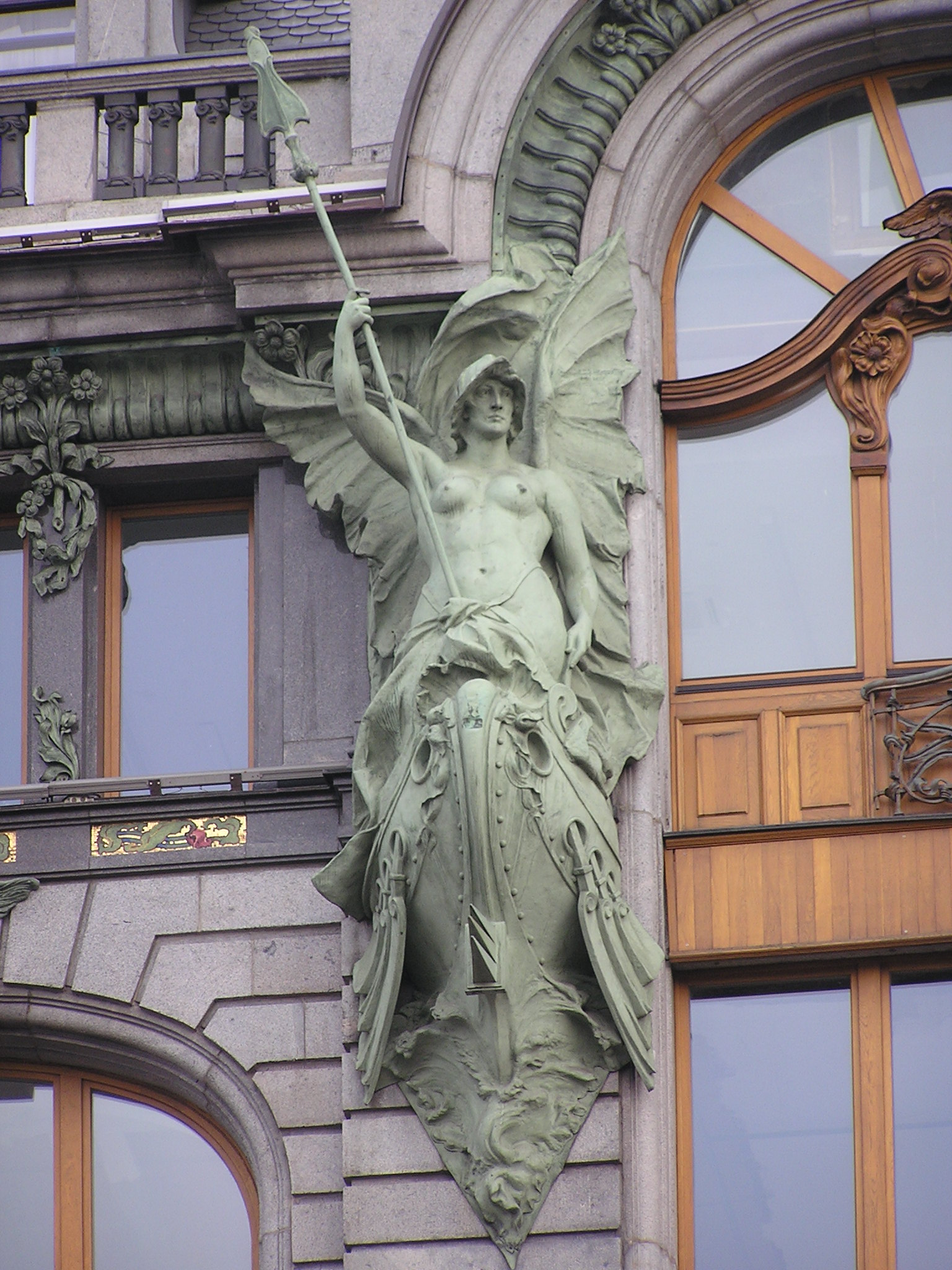
Casa Singer, detall.
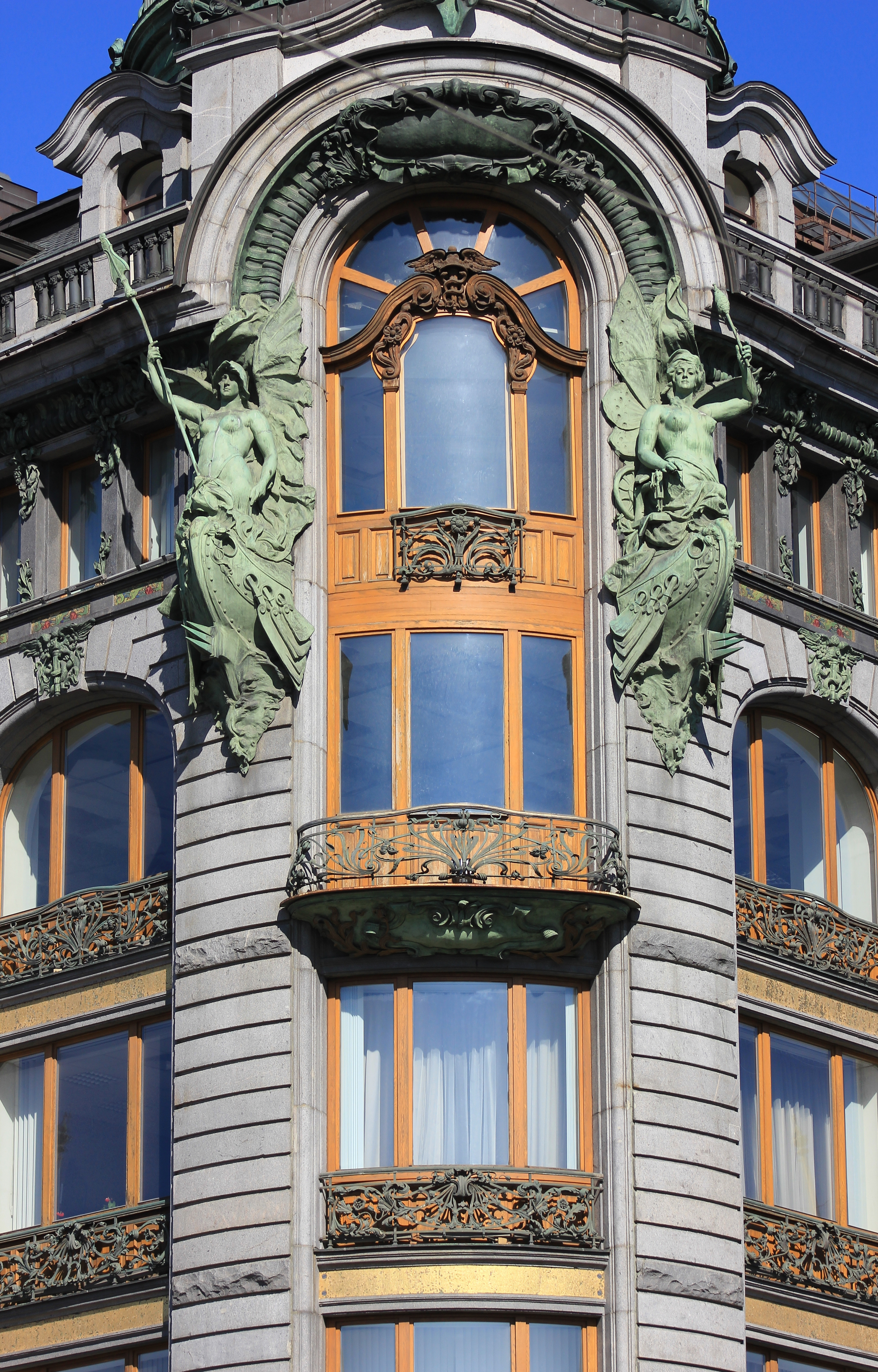
Cantonada. Escultures de Amandus Adamson.
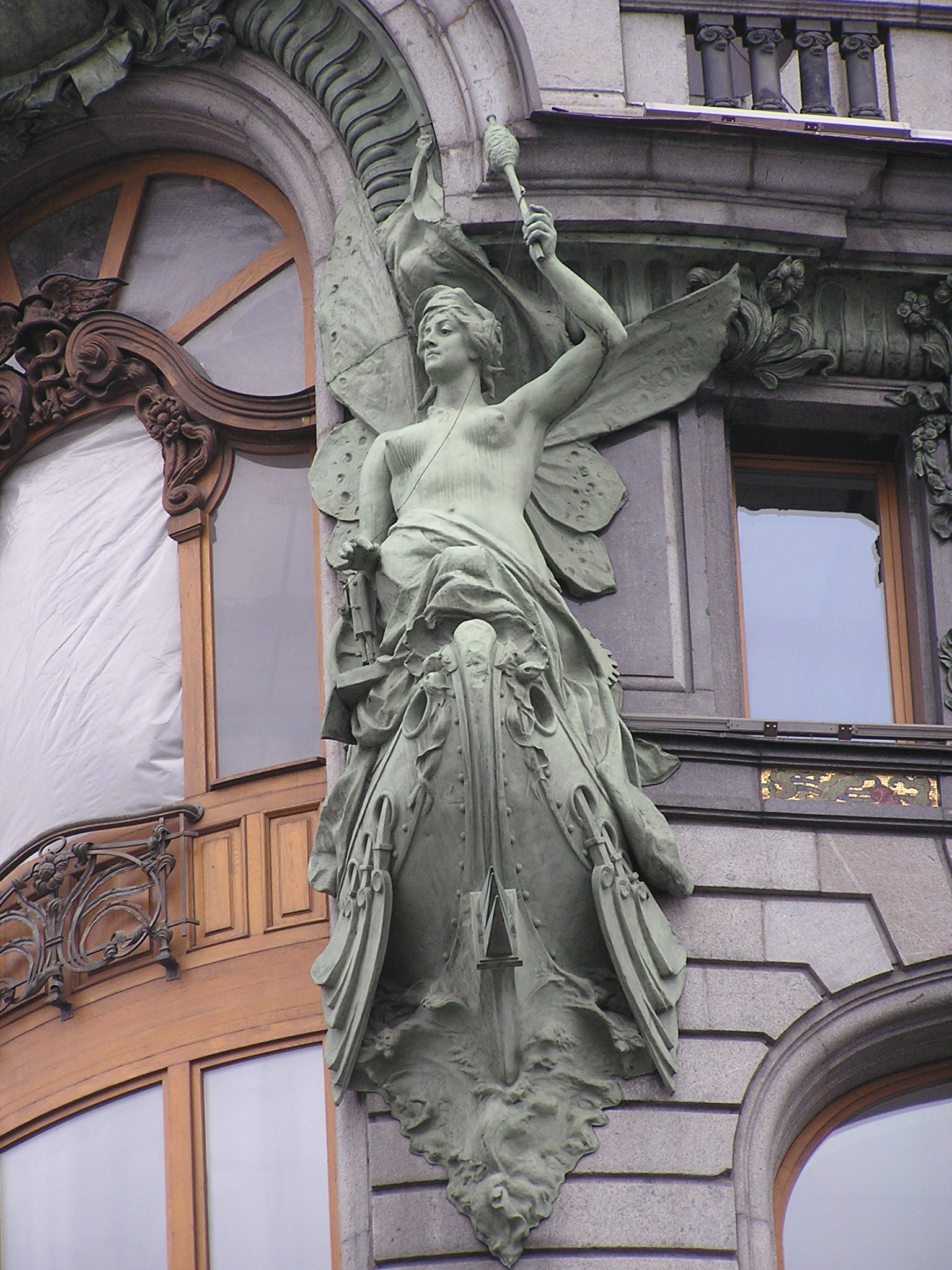
Casa Singer, detall.
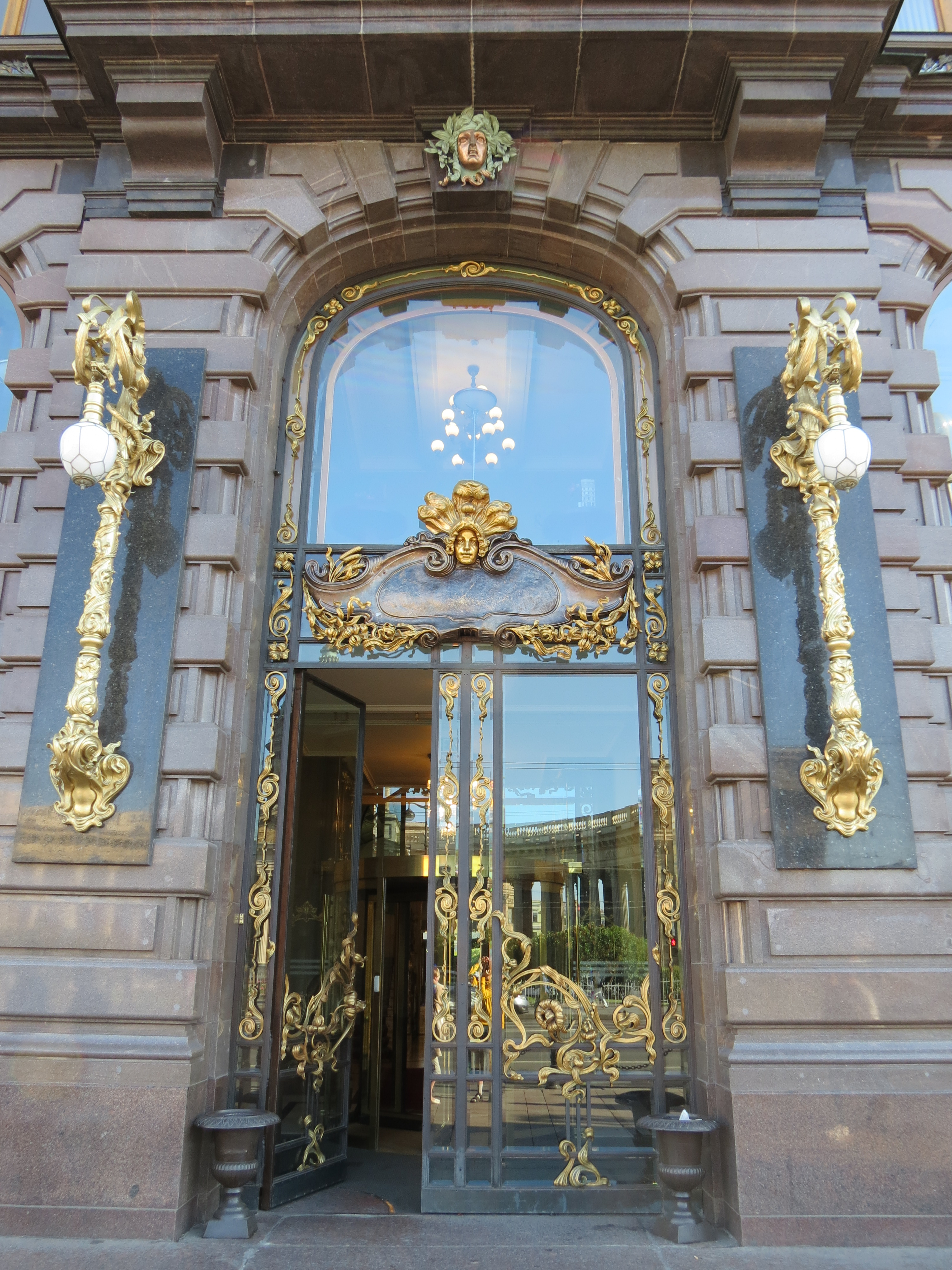
Entrada
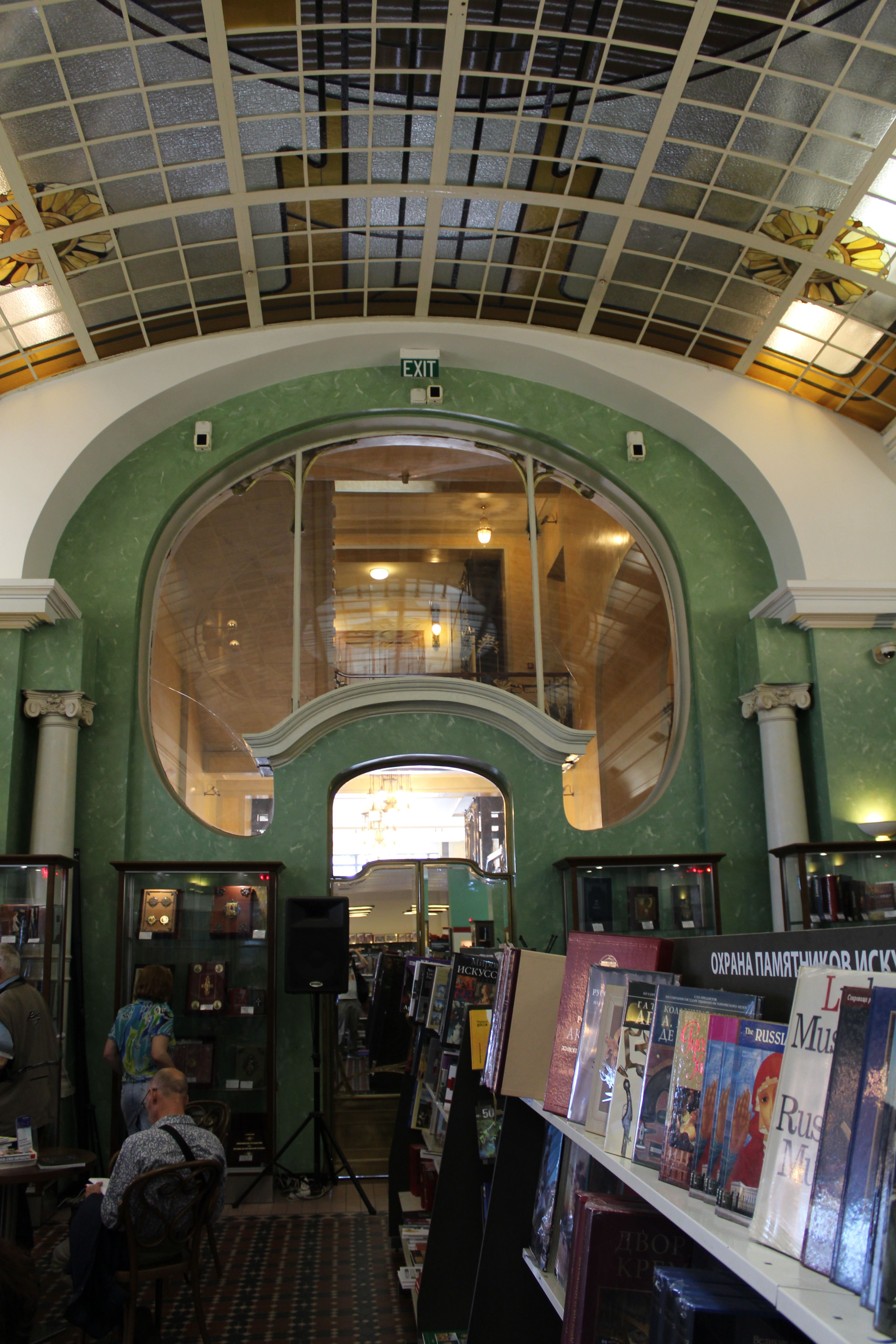
Casa del llibre (interior)